# Kolonádový most
Der Kolonádový most (deutsch Kolonnadenbrücke, lokal auch „Sklený most“ genannt, deutsch Glasbrücke) ist eine 1933 eröffnete Stahlbetonbrücke für Fußgänger in der slowakischen Stadt Piešťany. Sie überquert die Waag zwischen der Fußgängerzone und der Insel Kúpeľný ostrov, wo sich die Heilbäder befinden. Das im funktionalistischen Stil ausgeführte Bauwerk ist die längste überdeckte Brücke der Slowakei und seit 1984 ein Kulturdenkmal.

## Geschichte und Beschreibung

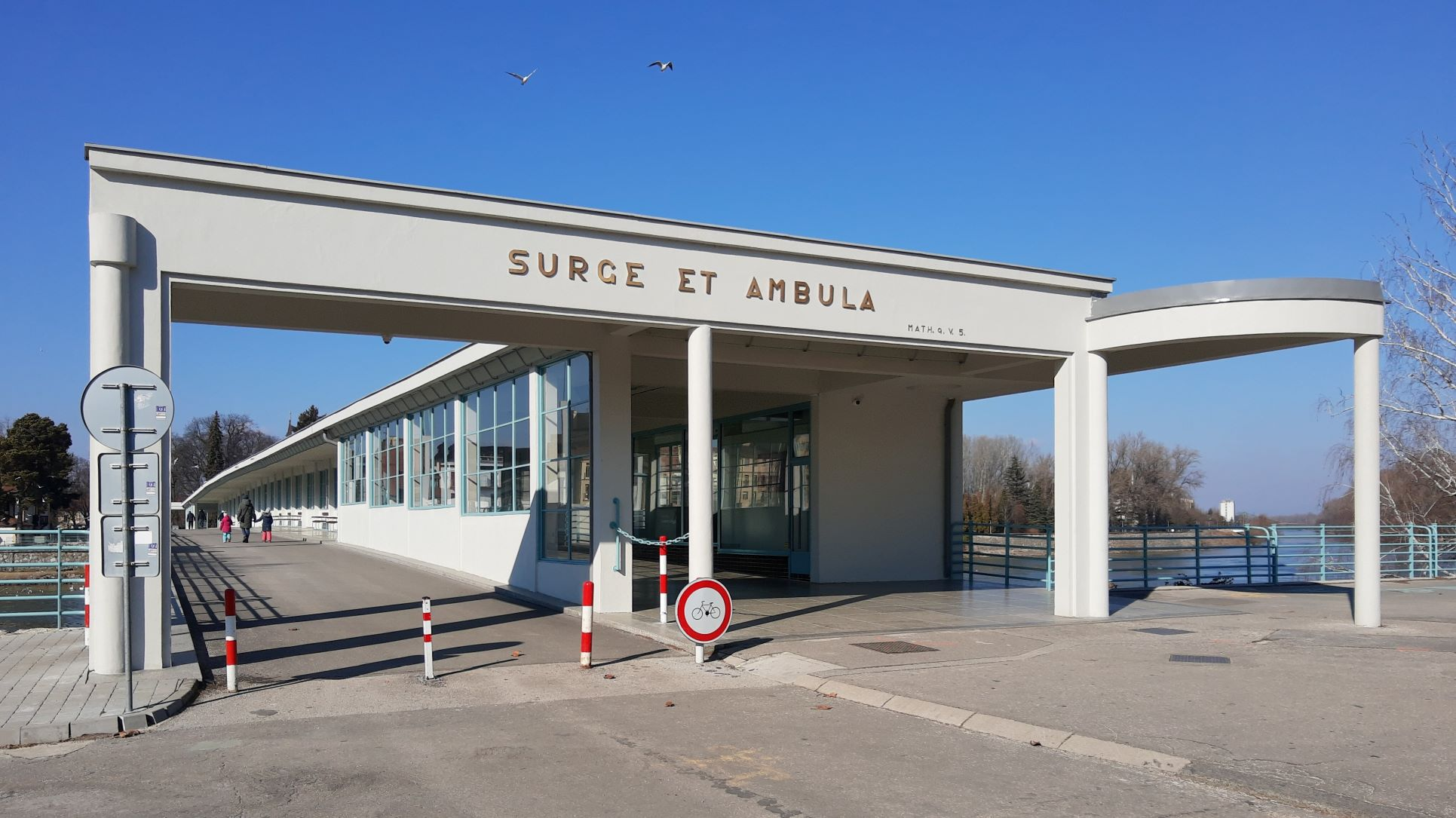
Portal auf der Inselseite

Die Brücke war eine Idee des damaligen Betreibers des Kurorts, Ľudovít Winter, der eine bedeckte Brücke mit einer Kolonnade und Läden wünschte, die Passanten bei schlechtem Wetter schützen sollte. Die Kolonnade sollte am Waagufer fortgesetzt werden, doch dieses Projekt wurde nicht realisiert. Ein erstes Projekt rechnete mit einer engen Fahrbahn und zwei Tunneln beiderseits, doch Winter lehnte dieses Projekt ab, da nach seiner Ansicht Luftzug in den Tunneln herrschen würde. Deshalb suchte Winter nach einer Empfehlung von Ing. Liewald den damals 30-jährigen Architekten Emil Belluš aus, der den Oberbau nach Winters Vorstellungen angepasst hatte. Die österreichische Baufirma Pittel und Brausewetter erbaute die siebenspännige Brücke zwischen 1930 und 1933 (nach einigen Quellen schon 1932). Die Baukosten beliefen sich auf 3,1 Millionen Tschechoslowakische Kronen. Damals diente die Brücke auch dem Automobilverkehr.

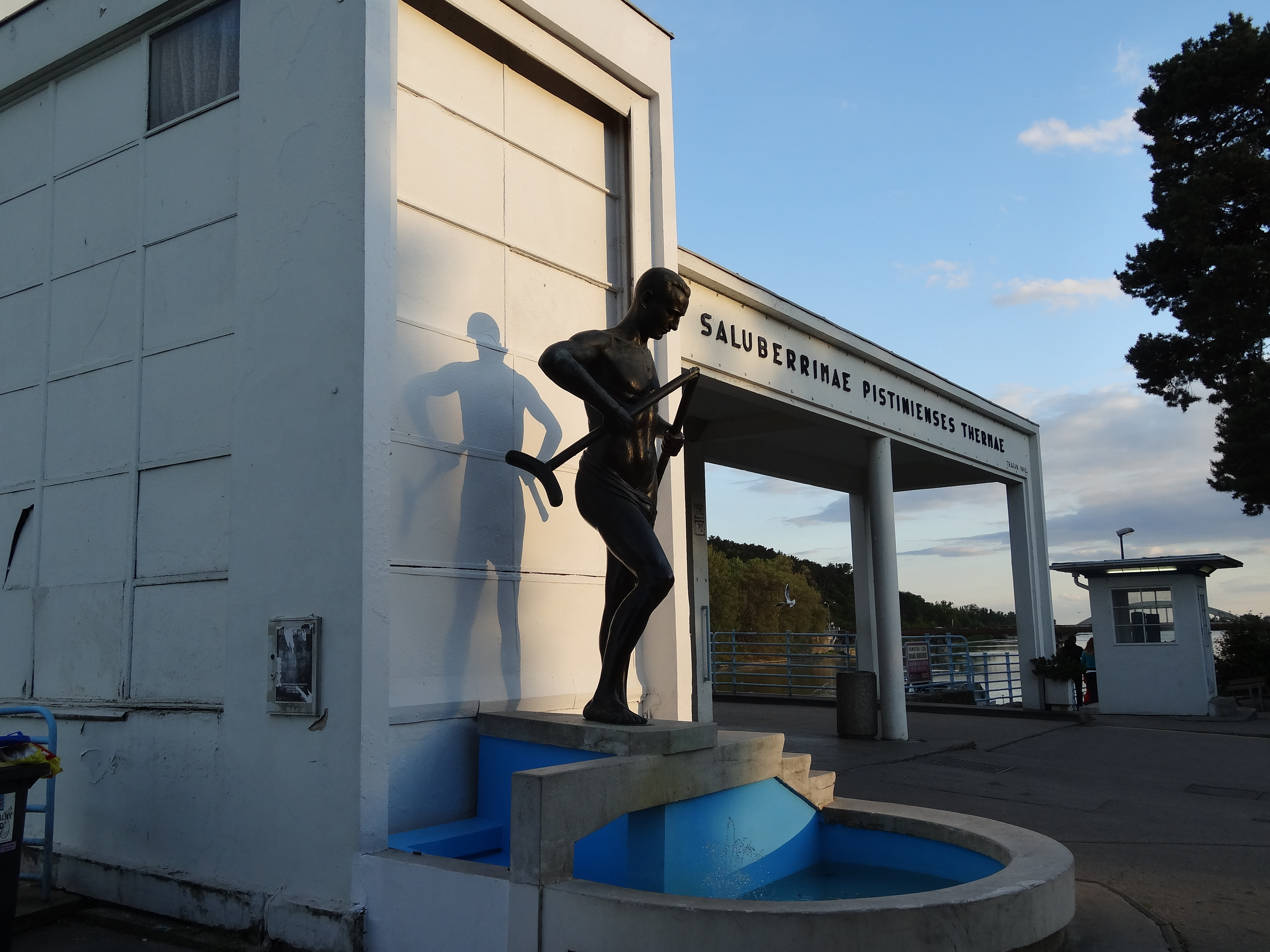
Portal auf der Stadtseite mit der Figur eines Krückenbrechers

Der slowakische Künstler Martin Benka schmückte das Trennglas mit den Motiven „Detvianska pieseň“ (Lied von Detva) und „Na salaši“ (Auf der Alm). Die Originale sind seit 1993 im balneologischen Museum von Piešťany aufgebracht, seither stehen auf der Brücke nur Kopien. Am stadtseitigen Portal steht die von dem Bildhauer Robert Kühmayer aus Bratislava geschaffene Skulptur eines Krückenbrechers. Beide Portale tragen lateinische Inschriften, die das Gesundwerden im Heilbad symbolisieren sollen. Auf der Stadtseite steht Saluberrimae pistinienses thermae (Die überaus heilsamen Bäder von Piešťany), nach einem Gedicht des böhmischen Schriftstellers Adam Trajan aus dem Jahr 1642, auf der Inselseite Surge et ambula (Steh auf und geh), nach Mt 9,6. Zum Schutz gegen Treibeis sind die Betonpfeiler als Eisbrecher ausgeführt.
Am 2. April 1945, in der Endphase des Zweiten Weltkriegs, sprengten Wehrmachtseinheiten auf dem Rückzug einen Teil der Brücke und beschädigten sie schwer. Nach einem Entwurf von Dopravoprojekt baute die Firma Doprastav die Brücke in den Jahren 1955 und 1956 wieder auf, sodass sie am 30. Dezember 1956 für den Verkehr freigegeben werden konnte. Die Sanierung kostete 3,5 Millionen Tschechoslowakische Kronen.
Die inzwischen baufällige Brücke wurde in einem 1,6 Millionen Euro teuren Umbau von 2019 bis 2021 saniert und im Juli 2021 wieder eröffnet. Anstelle von Läden befinden sich in den Innenräumen nach der Sanierung das Informationszentrum der Stadt sowie eine städtische Galerie.